# Piechotek leśny
Piechotek leśny (Nemobius sylvestris) – gatunek ciepłolubnego owada prostoskrzydłego z rodziny świerszczowatych (Gryllidae) związany z lasami liściastymi. Występuje w zachodniej, południowej i częściowo środkowej Europie oraz północno-zachodniej Afryce, na Azorach i Wyspach Kanaryjskich. W Polsce jest gatunkiem bardzo rzadkim, znanym z jednego stanowiska w Łęknicy nad Nysą Łużycką. Inne z wcześniejszych doniesień o jego występowaniu w kraju uważane są za wątpliwe.
W Polskiej Czerwonej Księdze Zwierząt zaliczony został do kategorii EN (gatunki bardzo wysokiego ryzyka, silnie zagrożone).